# Орден Трудовых заслуг (Франция)
Это статья о французской награде периода IV Республики. О награде правительства Виши см. Орден Труда (Виши). 
Об итальянской награде см. Орден Трудовых заслуг (Италия).
Орден Трудовых заслуг (также орден «За заслуги в труде»; фр. Ordre du Mérite du travail) — ведомственная награда Франции, находившаяся в ведении Министерства социальных дел (позже — Министерства труда). Был учреждён декретом от 21 января 1957 года и упразднён в результате орденской реформы 3 декабря 1963 года.

## История
Орден Трудовых заслуг был учреждён 21 января 1957 года и предназначался для вознаграждения любого человека, отличившегося доблестным профессиональным трудом, продолжительной плодотворной работой, профессиональным отношением к трудовым соратникам или исключительными трудовыми достижениями в рамках своей сферы деятельности.
Орден находился в ведении Министра социального обеспечения (позже — Министра труда) и управлялся Советом ордена. Совет ордена состоял из 12 членов (6 — ex officio и 6 — назначаемых на 4 года):
член Совета ордена Почётного легиона,
представитель Министра социальных дел
представитель Государственного секретаря по труду и социальной защите,
генеральный директор по труду и рабочей силе,
директор по труду,
директор по рабочей силе,
генеральный инспектор по труду и рабочей силе,
представитель Национальной федерации награждённых Почётной медалью Труда Франции и Французского Союза,
представитель Ассоциации лучших работников Франции,
представитель Заморской Франции (по согласованию с Министром Заморской Франции),
представитель Федерации компаньонажей строительных и смежных профессий,
представитель Всеобщей конфедерации трудящихся производственных кооперативных обществ.
Председатель Совета избирался ежегодно из членов Совета голосованием. Статут и первый состав Совета ордена Трудовых заслуг были утверждены 4 февраля 1957 года.
Орден Трудовых заслуг был упразднён декретом от 3 декабря 1963 года, которым был учреждён Национальный орден Заслуг, заменивший собой многочисленные ведомственные ордена заслуг. Награждённые орденом Трудовых заслуг сохранили право носить знаки ордена и пользоваться положенными льготами и после его упразднения.

## Степени ордена
Орден Трудовых заслуг состоял из трёх степеней:
 Командор (фр. Commandeur) — знак на ленте, носимый на шее; высшая степень ордена;
 Офицер (фр. Officier) — знак на ленте с розеткой, носимый на левой стороне груди;
 Кавалер (фр. Chevalier) — знак на ленте, носимый на левой стороне груди.

## Условия награждения
Кандидат в кавалеры ордена должен был быть не моложе 35 лет, иметь не менее 15 лет профессиональной деятельности и пользоваться гражданскими правами. Награждение офицерской степенью ордена могло быть произведено не ранее 10 лет после получения кавалерской степени, а командорской степенью — не ранее 8 лет после получения офицерской. В случае особенных заслуг условия к кандидату могли быть смягчены по особому рассмотрению в Совете ордена. Члены Совета ордена Трудовых заслуг становились командорами ордена по праву.
Награждения орденом производились два раза в год — 1 января и 14 июля. В исключительных случаях награждения могли производиться в другой день.
Было установлено ограничение на количество ежегодных награждений: не более 64 в степень командора, не более 480 в степень офицера и не более 1400 в степень кавалера. В виде исключения, на первые 10 лет после учреждения ордена разрешалось производить награждения в степень офицера, и первые 8 лет — в степень командора, в сокращенный межнаградной срок.
Иностранцы, постоянно работавшие во Франции, а также французские граждане, работавшие за границей в учреждениях или филиалах французских учреждений, могли быть награждены на тех же основаниях, что и французские граждане, работавшие во Франции.

## Знаки ордена
Знак ордена представляет собой круглый металлический щит с широким ободком. Щит с лицевой стороны обременён изображением измерительного циркуля, между ножками которого внизу малый круглый медальон, касающийся своим нижним краем нижнего края щита. На медальоне изображение головы Минервы в шлеме, на котором изображён Галльский петух. За циркулем изображены угольник (углом вниз), два молота и две рукоятки, выходящие из-за малого медальона. Внешний ободок щита по внутренней кромке градуирован, и содержит вдавленную надпись «MERITE DU TRAVAIL». На оборотной стороне в центре выпуклая надпись в три строки «LIBERTÉ / ÉGALITÉ / FRATERNITÉ» и по окружности — «REPUBLIQUE FRANÇAISE». Свободное пространство щита с лицевой стороны покрыто тёмно-зелёной эмалью. Головка-шарнир циркуля выходит за пределы щита и служит ушком для кольца, через которое продевается орденская лента.
Размеры знаков кавалеров и офицеров — 36 мм, командоров — 40 мм. Знаки кавалеров — серебряные, офицеров и командоров — позолоченные.
Лента ордена тёмно-зелёная, шириной 37 мм, с красными, шириной 3,5 мм, и белыми, шириной 4,5 мм, полосами по краям. Для офицерской степени розетка из этой же ленты, диаметром 28 мм.
Для повседневного ношения на гражданской одежде предусмотрены розетки из ленты ордена, а для ношения на мундирах — орденские планки.